# Osmoxylon teysmannii
Osmoxylon teysmannii är en araliaväxtart som först beskrevs av Jacob Gijsbert Boerlage, och fick sitt nu gällande namn av William Raymond Philipson. Osmoxylon teysmannii ingår i släktet Osmoxylon och familjen Araliaceae. Inga underarter finns listade.